# Paloma San Basilio
Paloma San Basilio, född 22 november 1950 i Madrid, är en prisbelönad spansk sångerska och skådespelerska.
Paloma San Basilio föddes i Madrid, men växte upp i Sevilla och Lugo. Hon studerade filosofi i ett år vid Universidad Complutense de Madrid och sedan lingvistik och psykologi i tre år. Hon fick en kort karriär som programledare för programmet Siempre en domingo i början av 1970-talet. Hennes musikaliska karriär började 1975, då hon också släppte sitt debutalbum Sombras.
1980 deltog hon i den spanskspråkiga uppsättningen av Andrew Lloyd Webbers musikal Evita och gjorde uppträdanden i både Spanien och Latinamerika i två års tid. Musikalen släpptes på CD. Under 1980-talet släppte hon flera framgångsrika album som Ahora (1981), Dama (1983) och Paloma (1984). 1985 utsågs hon internt av TVE till Spaniens representant i Eurovision Song Contest, som hölls i Göteborg. Hon framförde bidraget La Fiesta Terminó och kom på 14:e plats med 36 poäng. Samma år släppte hon ett album med samma namn som låten och deltog hon i Festival de la OTI, en latinsk version av Eurovision Song Contest. Hon medverkade även i tv-serien La comedia musical española det året.
Under andra halvan av 1980-talet fortsatte hon att släppa album varje år. 1987 sålde hennes album Grande platina och tilldelades utmärkelsen ”årets bästa album” i Spanien och i flera av de latinamerikanska länderna. Albumet Vida från 1988 slog platinarekordet från det förra albumet. 1991 genomförde hon en konsert med Plácido Domingo i Miami inför 16 000 åskådare och spelade in albumet Por Fin Juntos tillsammans med honom. 1996 gjorde hon en konsert med José Carreras i Bogotá inför 30 000 personer. 1997 återvände hon till musikalscenen genom sin medverkan i Man of la Mancha tillsammans med José Sacristán. 2001-2003 medverkade båda i en uppsättning av musikalen My Fair Lady som huvudrollsinnehavare. 2005 medverkade hon i musikalen Víctor Victoria. 2006 erhöll hon priset Latin Grammy Award för sin långa och framgångsrika musikkarriär.

## Diskografi
- Sombras (1975)
- Dónde Vas (1977)
- Evita (1980)
- Ahora (1981)
- Dama (1983)
- Paloma (1984)
- La Fiesta Terminó (1985)
- Vuela Alto (1986)
- Grande (1987)
- Los Tres Tiempos Para América (1988) – med Quilapayún
- Vida (1988)
- Nadie Como Tú (1990)
- Quiéreme Siempre (1990)
- Por Fin Juntos (1991) – Med Plácido Domingo
- De Mil Amores (1992)
- Mediterránea (1993)
- Al Este Del Edén (1994)
- Clasicamente Tuya (1995)
- Perlas (1999)
- Escorpio (2001)
- Eternamente (2002)
- La Música Es Mi Vida (2003)
- Diva (2006)
- Invierno Sur (2007)
- Encantos (2008) – med Luis Cobos
- Amolap (2012)